# Tribalus tibialis
Tribalus tibialis är en skalbaggsart som beskrevs av Vienna 1993. Tribalus tibialis ingår i släktet Tribalus och familjen stumpbaggar. Inga underarter finns listade i Catalogue of Life.